# Kloosterpark (Schijndel)
Het Kloosterpark is een park te Schijndel.
Oorspronkelijk was dit een bos dat in het bezit was van de Zusters van Liefde van Schijndel. Het was gelegen ten westen van het klooster. In 1997 kocht de gemeente Schijndel dit bos van de zusters. Aanvankelijk beperkte men zich tot onderhoud, maar in 2006 werd gestart met de ombouw van dit bos tot een openbaar park. Enkele stukken gemengd loofbos werden behouden, maar ook werd er een grasveld en een waterpartij aangelegd. Aan de waterkant bouwde men een klein amfitheater en in de vijver werd een beeld geplaatst dat een opduikende onderzeeër voorstelt.